# Elmwood Stock Farm Barn
Pour les articles homonymes, voir Elmwood.
L'Elmwood Stock Farm Barn est une grange américaine située dans le comté de Douglas, au Kansas. Elle est inscrite au Registre national des lieux historiques depuis le 11 mai 2022.